# SJ S (II)
Die schwedische Baureihe SJ S (II) waren Tenderlokomotiven der schwedischen Staatsbahngesellschaft Statens Järnvägar. Sie wurden vorwiegend für Reisezüge, aber auch für Güterzüge eingesetzt.

## Geschichte
Für Reisezüge über mittlere Distanzen wurden ab 1908 Tenderlokomotiven mit außenliegenden Zylindern, Seitentanks und Überhitzern beschafft. Die Lokomotiven bewährten sich, so dass bis 1916 von Motala Verkstad, Nydqvist och Holm und der Vagn- & Maskinfabriksaktiebolaget Falun 46 Lokomotiven geliefert wurden.

## Technik
S 943–947 hatten ursprünglich einen Dampftrockner, der zwischen 1913 und 1915 entfernt und durch einen normalen Überhitzer ersetzt wurde. Ab S 1049 bekamen die Lokomotiven einen größeren Dampfkessel und größere Vorratsbehälter für 8 m³ Wasser und 2,2 Tonnen Kohle.

## SJ Sa (II)
1916 wurde die Baureihenbezeichnung in Sa (II) geändert. Dabei handelte es sich in diesem Falle um eine Zweitbesetzung, da die beiden Maschinen der Baureihe Sa (I) bereits 1903 verschrottet wurden. Bis auf die Sa 1258–1260 und Sa 1274–1280, die schon mit der neuen Baureihenbezeichnung geliefert wurden, wurden alle schon vorhandenen Lokomotiven in diese Baureihe bei gleicher Betriebsnummern einsortiert.

## SJ S (II)
Mit der Baureihenreform im Jahre 1942 wurde die Baureihenbezeichnung wieder in S zurückgeändert.

## Verkäufe
In den 1930er Jahren wurden mehrere Lokomotiven verkauft:

### TGOJ S3a
1936 gingen Sa 940 als S3a 59 und Sa 942 als S3a 60 an die Trafikaktiebolaget Grängesberg-Oxelösunds Järnväg (TGOJ). Die S3a 59 kam 1957 wieder als S 940 an die SJ zurück, die S3a 60 wurde 1966 bei Eskilstuna Skrot AB verschrottet.

### CHJ 47 und 48
Sa 941 und Sa 945 wurden 1937 an die Kristianstad-Hässleholm Järnvägar verkauft und erhielten die Betriebsnummern CHJ 47 und 48. Mit der 1944 erfolgten Verstaatlichung der CHJ gingen die Lokomotiven in den Bestand von SJ über und erhielten wieder ihre alten Betriebsnummern.

### UWHJ 21
Sa 1054 wurde 1937 von der Uddevalla-Vänersborg-Herrljunga Järnväg übernommen und erhielt die Betriebsnummer UWHJ 21. Sie wurde in eine Tenderlokomotive umgebaut. Mit der 1940 erfolgten Verstaatlichung der UWHJ ging die Lokomotive in den Bestand von SJ über und erhielten ihr alten Betriebsnummer. 1946 wurde sie wieder in ihren ursprünglichen Zustand zurückversetzt.

### MSJ 33 und 34
Sa 1055 und Sa 1176 gingen 1937 an die Malmö-Simrishamns Järnväg. Sie wurden als MSJ 33 und MSJ 34 bezeichnet. Mit der 1943 erfolgten Verstaatlichung der MSJ gingen die Lokomotiven in den Bestand von SJ über und erhielten ihr alten Betriebsnummern.

### L&HJ 24 und 26
Sa 1252 und Sa 1260 wurden 1937 von der Landskrona & Helsingborg Järnvägar als L&HJ 24 und 26 übernommen. Mit der 194 erfolgten Verstaatlichung der L&HJ gingen die Lokomotiven in den Bestand von SJ über und erhielten ihr alten Betriebsnummern.

### CWJ 5, 7 und 9
Als erste Lokomotive übernahm die Karlskrona-Växjö Järnväg 1937 die Sa 1254, die als CWJ 5 eingereiht wurde. 1939 folgten Sa 1279 als CWJ 7 und Sa 1256 als CWJ 9. Mit der 1941 erfolgten Verstaatlichung der CWJ gingen die Lokomotiven in den Bestand von SJ über und erhielten ihr alten Betriebsnummern.

### Statliga Järnvägsbolagen S
Sa 1248, 1275 und 1276 waren von 1938 bis 1940 sowie 1251, 1255 und 1259 von 1939 bis 1940 bei Statliga Järnvägsbolagen im Einsatz. Dies war eine von 1938 bis 1940 bestehende Gesellschaft, in die alle im Rahmen der Allgemeinen Eisenbahnverstaatlichung in Schweden übernommenen Privatbahngesellschaften etwa ein Jahr lang übergangsweise aufgenommen wurden, bevor die Integration in die SJ erfolgte.
Obwohl die bestehenden Gesellschaften schon in Staatsbesitz waren und sich die Form der Bewirtschaftung änderte, legte die Regierung fest, dass die Gesellschaften in Liquidation gehen und die entsprechenden Vereinbarungen übertragen und unter anderem der Kaufpreis für jede Gesellschaft neu festgesetzt werden sollte.
Da einige dieser Gesellschaften mangels finanzieller Mitteln keinen gepflegten Fuhrpark hatten, wurden bei Lokmangel diese Fahrzeuge eingesetzt.
Somit kamen alle Lokomotiven bis auf S3a 60 bei der TGOJ im Zusammenhang mit der Allgemeinen Eisenbahnverstaatlichung an die SJ zurück und erhielten ihre alten Nummern.

## Betrieb und Verbleib
Die Lokomotiven waren unter anderem in den Betriebswerken Malmö, Bollnäs, Göteborg, Vännäs, Växjö und Kristinehamn beheimatet. Ab den 1950er Jahren wurden sie überwiegend durch Schienenbusse ersetzt. Viele davon wurden Bereitschaftslokomotiven wie etwa die S 938, 1051, 1054, 1057, 1177, 1256, 1257 und 1276. 1973 wurde die Baureihe endgültig außer Dienst gestellt und bis auf wenige Ausnahmen verschrottet.
- S 1054 wurde vom Schwedischen Eisenbahnmuseum übernommen und 2012 nach Gävle gebracht.
- S 1178 wurde in den 1990er Jahren an die Nene Valley Railway in England verkauft. Sie ist dort abgestellt und wartet auf eine Generalinstandsetzung.
- S 1252 wurde vom Schwedischen Eisenbahnmuseum übernommen und 2012 der Museiföreningen Östra Skånes Järnvägar Kristianstad überlassen. 2017 soll sie nach Brösarp gebracht worden sein. Ihr Status ist unklar.
- S 1260 wurde der Museiföreningen Östra Skånes Järnvägar übergeben.
- S 1277 wurde 1978 an Helsingborg Veteranjärnväg verkauft und 1980 an Föreningen Veteranjärnvägen in Klippan weitergegeben. Sie wurde 2013 in den Zustand der Sa 1277 versetzt und ist im Museumsbetrieb eingesetzt.[4]
- S 1280 wurden in den 1990er Jahren an die Museumsvereinigung Dalmose–Skælskør verkauft. Nach Einstellung des Museumsbetriebes ging die Maschine an den Helsingør Jernbaneklub und wurde später an Skånska Järnvägar abgegeben. Die Lokomotive ist abgestellt.[5]